# Turmhügel Steinbühl
Der Burgstall Steinbühl befindet sich am nordwestlichen Dorfrand des Ortsteiles Steinbühl der Oberpfälzer Gemeinde Krummennaab im Landkreis Tirschenreuth  (Steinbühl Nr. 1). Die Anlage wird als Bodendenkmal unter der Aktennummer D-3-6138-0002 im Bayernatlas als „mittelalterlicher Turmhügel“ geführt. 

## Geschichte
Die Burg wird erstmals 1366/1367 erwähnt, damals haben Ulrich Kleisentaler von Dietreichsdorf und Seidel sein vetter … zehente inne zu … Steinpühel. 1573 wird Steinbühl als freies Eigen der Trautenberger zu Reuth bezeichnet. 1574 ist hier ein Hans Pirkner ansässig. Im Steuerbuch von 1588 werden hier mehrere Besitzer genannt: Wolff Christoff von Trautenberg, Hans Heinrich Nothaft von Wernberg und Hans Wild von Wildenreuth. 1636 wird Steinbuehel als zur Burghut von Parkstein gehörig bezeichnet. Vor 1660 ging das Gut an die Sauerzapf zu Birngrub über. 

## Beschreibung
Vorhanden ist noch ein 3 bis 4 m hoher pyramidenförmiger Erdhügel. Seine Basis beträgt etwa 25 × 25 m und der obere Burgplatz 15 × 15 m. Im Westen ist andeutungsweise ein Graben vorhanden. Beim Bau eines Wasserbehälters auf der oberen Plattform stieß man 1926 auf Mauerreste. 